# Club Deportivo Libertad
El Club Deportivo Libertad es un club de la ciudad de Sunchales, en la provincia de Santa Fe. Fue fundado el 25 de mayo de 1910. Posee dos actividades profesionales, el básquet y el fútbol. Por otro lado en esta institución se llevan a cabo gran cantidad de disciplinas amateur y eventos sociales como obras de teatros, recitales, fiestas.
Su principal actividad es el básquet, siendo que participó en la Liga Nacional y obtuvo varios títulos profesionales, tanto a nivel local como internacional. Actualmente se encuentra en la máxima categoría tras haber ascendido deportivamente en la temporada 2017-18 al ganar la segunda división. Había llegado a la segunda división por problemas económicos y no por mérito deportivo tras estar en la máxima división desde 1998. En la segunda división también fue campeón, en la temporada 1997-1998.
En fútbol el equipo participó del Torneo Federal A, tercera división para los clubes indirectamente afiliados a AFA. Ha participado en el Torneo Argentino A y en la Liga Rafaelina de fútbol. En 2018 descendió de categoría en fútbol, cayendo a la cuarta división nacional.
En junio de 2017 y ante la baja de su principal patrocinador por su complicada situación económica, Libertad debió decidir entre mantener el fútbol profesional o el básquet profesional. En una asamblea que se celebró el 26 de junio de 2017 los socios decidieron pasar a un cuarto intermedio para dirimir definitivamente que deporte profesional se sostendrá en el club. Pasado el 10 de julio, la comisión directiva del club decidió, con base en los votos, no aportar más dinero a ningún deporte profesional y utilizar el dinero de los patrocinadores para el funcionamiento del deporte amateur y la infraestructura del club. La oportunidad para que el deporte profesional siga en la institución es bajo la creación de una subcomisión interna del club que genere sus propios ingresos o un gerenciamiento externo.

## Historia del club
Libertad fue fundado un 25 de mayo de 1910 con el nombre de Club Foot-Ball Libertad. El 29 de diciembre de 1916 obtiene su primera cancha de fútbol propia. En 1925 el club compró una serie de terrenos en los cuales construyó su primer estadio, misma ubicación en la cual se encuentra el actual estadio de fútbol. En 1927 se construyó la primera tribuna techada del club en el estadio y el 28 de junio de 1932, tras una asamblea extraordinaria, se reformó el estatuto y se cambió el nombre por Club Deportivo Libertad. En 1933, jugó en primera división del fútbol argentino en el club.

## Disciplinas
- Aqua Gym
- Básquet (masculino y femenino)
- Bochas
- Equitación
- Fútbol
- Gimnasia deportiva
- Gimnasia para damas
- Iniciación deportiva
- Karate-DO
- Natación
- Patín
- Telas
- Tenis (en parqué y polvo de ladrillo)
- Vóley (masculino y femenino)

## Básquet

### Historia

#### Temporadas en segunda división y ascenso a la Liga Nacional
La primera participación de Libertad en segunda división fue en la Liga "B". Allí participó en la temporada de 1989, donde logró finalizar en el séptimpo lugar. Al año siguiente repitió el mismo resultado, en la temporada 1990-91 terminó decimotercero y en la temporada 1991-92 decimosexto.
En 1992 se creó el Torneo Nacional de Ascenso y Libertad participó en la edición inaugural, terminando noveno. En la temporada 1993-94 terminó séptimo, en la siguiente octavo, y en la temporada 1995-96 decidió participar en una divisional menos, descendiendo así a la Liga "C". El cambio de divisional se hizo vendiendo su plaza a Ben Hur de Rafaela.
Libertad participó nuevamente en el Torneo Nacional de Ascenso al ascender en 1996. En ese torneo terminó séptimo, lejos del ascenso pero manteniendo la categoría. En su segunda temporada consecutiva logró el ascenso. El 18 de mayo de 1998 venció a SIDERCA de Campana 79 a 76 en el quinto partido de la serie final y logró el ascenso a la máxima categoría y el título.

#### Primeras temporadas en Liga Nacional y subcampeonato
En su primera temporada en la Liga Nacional la 1998-99 el equipo fue conducido por Gonzalo García, y terminó salvando la categoría en el play-out. Tras ganar 10 partidos de 30 en la primera fase, y 7 partidos de 14 en la segunda fase, quedó emparejado con Estudiantes de Bahía Blanca en el primer play-out y cayó 3 a 1, en las semifinales por el descenso superó a Olimpia de Venado Tuerto, 3 a 1, y mantuvo la categoría.
En la temporada 1999-2000, ahora con Daniel Maffei como entrenador, Libertad mejoró su actuación. Terminó sexto en la primera ronda y accedió a la zona A1, donde se enfrentaban los mejores ocho equipos. Nuevamente quedó sexto y accedió a la reclasificación y además mantuvo la categoría. Se emparejó con Regatas San Nicolás al cual eliminó al ganara 3 a 2 en una serie al mejor de cinco partidos, y en cuartos de final fue eliminado por Gimnasia de Comodoro Rivadavia 3 a 2, perdiendo el quinto y último juego en la ciudad chubutense.
En 2001 llegó por primera vez a la final de la Liga Nacional. En aquella temporada los tigres terminaron sextos en la primera fase y séptimos en la zona A1, con lo cual disputaron la reclasificación. En play offs se enfrentaaron, primero, a Ferro de Buenos Aires al cual eliminaron 3 a 0. Luego se emparejó con Peñarol de Mar del Plata y la serie llegó hasta el quinto partido, donde Libertad eliminó en Mar del Plata al equipo que había quedado tercero en la fase regular y accedió a las semifinales. En esa instancia se enfrentó al otro equipo marplatense, Quilmes, que había eliminado al segundo de la fase regular, Atenas. Tras ganar los dos primeros como local, Libertad cayó en el tercero y ganó el cuarto, ambos partidos jugados en el Estadio Once Unidos, para cerrar la serie 3 a 1 y acceder a la final por primera vez en su historia. En la final de la liga se enfrentó a Estudiantes de Olavarría, vigente campeón y mejor equipo de la fase regular. El 23 de mayo se jugó el primer encuentro, en el Parque Carlos Guerrero, en Olavarría, y fue para el equipo local 111 a 100. El segundo partido fue para Libertad, que ganó 85 a 84 como visitante. Sin embargo, el bataráz ganó los siguientes dos juegos disputados en El Hogar de los Tigres (100 a 83 y 96 a 81) y la serie se definió en el quinto partido donde Estudiantes ganó como local 132 a 99 y se proclamó bicampeón de la liga. El equipo sunchalense, conducido por Daniel Maffei por segundo año consecutivo, estaba conformado por Facundo Sucatzky, Mariano Ceruti, Claudio Farabello, Ferrari, Randy Carter, Gabriel Mikulas, Jorge Benítez, Román González, Cordero, Domínguez, Cantón y Chiavassa.

#### Primera participación internacional y primer título
Tras su gran temporada 2000-2001 el club contrató a Néstor García para que esté conduciendo al grupo en reemplazo de Daniel Maffei. El equipo tuvo a Facundo Sucatzky, Mariano Ceruti, Monty Wilson, Román González, Emeka Okenwa, entre otros.
Libertad consiguió 10 victorias en 14 partidos en la primera ronda de la temporada 2001-2002 y se clasificó al torneo de mitad de temporada como el mejor equipo de la zona norte. En enero de 2002 Néstor García dejó al equipo y en su lugar se contrató a Daniel Rodríguez. En el Torneo Top 4 de esa temporada, jugado todos contra todos en el estadio Ángel Malvicino de Santa Fe, el equipo terminó tercero con 1 partido ganado y 2 derrotas.
El 2 de marzo de 2002 debutó internacionalmente en la Liga Sudamericana de Clubes. Se enfrentó a Cordón de Uruguay, Real Santa Cruz de Bolivia y a Deportivo San José de Paraguay en Asunción. Ganó el primer encuentro, ante los uruguayos, 84 a 66, cayó en el segundo ante los locales 77 a 76 y ganó ante el equipo boliviano 96 a 74 en el último partido y clasificó a play-offs.
Libertad encaró lo que restó del primer semestre del 2002 con doble competencia. En cuartos de final de la Liga Sudamericana se emparejó con el equipo uruguayo de Biguá y al haber terminado cuarto en la segunda ronda de la Liga Nacional, accedió a cuartos de final de manera directa, donde se enfrentó con Boca Juniors. El 11 de marzo disputó el primer partido por la copa internacional en Montevideo, donde ganó el local 101 a 96. El 15 de marzo, en el Hogar de los Tigres ganó el primer partido ante Boca Juniors 88 a 76, y dos días después, en el mismo escenario ganó 84 a 69. El 19 de marzo, en Sunchales, se disputó el segundo partido de la serie ante Biguá donde ganó el equipo liberteño 110 a 86 y forzó un tercer juego en el mismo lugar. El 20 de marzo ganó Libertad 99 a 84 y accedió a semifinales. El 24 de marzo, en La Bombonerita ganó Libertad 110 a 101 y avanzó a semifinales en la Liga Nacional tras barrer a Boca.
El primero de abril Libertad visitó a Atenas en el primer partido de las semifinales de la Liga Nacional, en el cual ganó el local 119 a 78. Dos días más tarde se jugó el segundo partido de la serie, nuevamente en Córdoba, con victoria del griego 101 a 97. El 5 de abril disputó el primer juego de las semifinales de la Liga Sudamericana ante Estudiantes de Olavarría en El Hogar de los Tigres. Ganó 97 a 80 y viajó a Olavarría con ventaja 1 a 0. El 8 de abril, en Sunchales, Libertad recibió a Atenas por el tercer partido de las semifinales de La Liga. Ganó 84 a 77 y forzó un cuarto juego dos días más tarde, en la misma sede. El 10 de abril ganó Atenas 88 a 86 y Libertad quedó fuera de la competencia nacional como semifinalista. En el Maxiparque Carlos Guerrero, el 12 de abril, perdió 100 a 88 y la serie pasó a definirse un día después en la misma sede. En ese tercer y definitorio partido ganó el equipo sunchalense 106 a 100 y clasificó a la final del torneo.
El 23 de abril Libertad jugó en el Estadio del Tijuca Tennis Club en Río de Janeiro y ante Vasco da Gama el primer partido de la serie final al mejor de cinco encuentros. Tras dominar durante el primero y el segundo cuarto (cerró la primera mitad ganando 42 a 35), Libertad bajó su eficacia en el tercero y el cuarto cuarto y perdió el primer encuentro 78 a 77. El 24 de abril, en la misma sede, el equipo sunchalense tuvo un gran cierre (sacó 10 puntos de diferencia al final del tercer cuarto y llegó a una ventaja máxima de 78 a 60 en el último cuarto) y logró ganar 83 a 81, poniendo así la serie 1 a 1. El 30 de abril, en El Hogar de los Tigres, Libertad venció al Vasco 100 a 99 y el primero de mayo 95 a 85 y así logró su primer título. Dentro de los jugadores del equipo se destacaron Román González, Facundo Sucatzky, Jorge Benítez y Mariano Ceruti.

Nos propusimos objetivos y pudimos cumplirlos. A los jugadores les ofrecimos tranquilidad y seguridad. Pagamos en fecha. La gran apuesta. Le hicimos un contrato por dos años. El mayor en la historia del club. Muchos maduraron a su lado. Vamos a tratar de mantener el plantel sin pasar el presupuesto. Se hace imposible luchar con una oferta europea.
Jorge Chiabrando, presidente del club.

#### Primer título nacional
La temporada 2002-2003 comenzó con recambio de entrenador, salió Daniel Rodríguez y entró Mario Guzmán. El primer torneo que disputó fue la Copa Argentina, novedoso torneo que creó la Asociación de Clubes como torneo oficial de pretemporada. El equipo sunchalense quedó emparejado con Quimsa de Santiago del Estero, con el cual perdió el primer partido 86 a 82, mientras que ganó la revancha 97 a 94, sin embargo, en la suma de ambos partidos fue la fusión la que pasó de fase.
Luego comenzó la Liga Nacional, y allí el equipo accedió al Torneo Top 4 con 9 victorias y 2 derrotas en la primera ronda. Nuevamente en el Estadio Ángel Malvicino de Santa Fe, Libertad se enfrentó a Boca Juniors, Gimnasia de Comodoro Rivadavia y a Estudiantes de Olavarría en un torneo todos contra todos. Libertad ganó los tres partidos y se consagró campeón del torneo y así sumó su primer título nacional. La gran figura del equipo en ese torneo fue Facundo Sucatzky, y también destacó Román González.
Por su parte, el equipo no pudo defender el título de la Liga Sudamerican en 2003 puesto que no se disputó dicha competencia, y por ello solo le quedó jugar lo que restó de la liga por esa temporada. Con 13 victorias y 17 derrotas terminó décimo y debió disputar el repechaje ante Obras Sanitarias. Además, mientras se disputó la segunda ronda se cambió de entrenador, Mario Guzmán dejó el cargo y asumió Luis «ñato» Oroño cuando restaban 6 partidos para terminar la fase regular. El 4 de mayo disputó el primer encuentro de play-offs en el Estadio Obras Sanitarias, donde cayó 102 a 86, mientras que dos días más tarde ganó 82 a 69 y empató la serie. Los siguientes dos partidos se jugaron en El Hogar de los Tigres donde el local cayó en los dos encuentros (79 a 90 y 66 a 84) y quedó eliminado.

#### 2003 a 2005
La temporada 2003-2004, aún con Luis Oroño como entrenador principal del equipo, y con los jugadores Esteban Pérez, Juan Manuel Iglesias, Pablo Gil, Diego Cavaco, Omar Cantón, Ezequiel Dentis, los estadounidenses Moris Brown y Danan Abdullah, más los juveniles Ariel Zago y Ricardo Busciglio arrancó con la disputa de la Copa Argentina ante Asociación Mitre de Tucumán, equipo en una división menor. Tras ganar el primer partido en Tucumán 80 a 77 Libertad perdió el segundo juego y por diferencia de gol quedó eliminado. En la Liga Nacional el equipo tuvo un mal arranque y tras dos fechas Luis Oroño dejó de ser el entrenador. Tras un interinato de Diego Riboldi, Néstor García volvió a ser el entrenador principal del equipo. Libertad cerró una mala primera ronda terminando penúltimo de la zona con 6 victorias y 8 derrotas, quedando fuera del Top 4 de esa temporada.
En el segundo semestre de la temporada disputó la fase regular de la liga y la Liga Sudamericana de Clubes 2004, donde defendía el título obtenido en 2002. El 13 de febrero arrancó la defensa del título en el Ginásio UNICOC, en Ribeirão Preto, Brasil. Compartió grupo con Olimpia de Uruguay, Deportivo San José de Paraguay y el local COC Ribeirão Preto. Tras vencer al equipo uruguayo y al equipo paraguayo y caer ante el equipo local, accedió a la siguiente fase como segundo del equipo. El 3 de marzo disputó el primer partido de cuartos de final en El Hogar de los Tigres y ante Universidad Católica de Chile, equipo que ganó como visitante por tan solo 3 puntos de diferencia, 90 a 87. Los siguientes dos partidos se jugaron en Chile, donde el equipo sunchalense ganó 80 a 55 el primer encuentro para empatar la serie, y al siguiente día ganó 91 a 80 y clasificó a semifinales. En semifinales se enfrentó a Uberlândia de Brasil. Primero se jugó en Uberlândia, el 17 de marzo, donde ganó el local 64 a 60. El 23 del mismo mes se jugó en El Hogar de los Tigres y Libertad ganó 86 a 78, pero un día más tarde y en la misma sede perdió 81 a 86 y quedó eliminado de la competencia.
Terminada su participación en la competencia internacional solo quedó la Liga Nacional, donde logró 12 victorias en 30 partidos durante la segunda ronda y terminó décimo primero, quedando relegado a disputar el repechaje y con desventaja de localía ante Quilmes de Mar del Plata. El 12 de abril en el Estadio Once Unidos de la ciudad bonaerense comenzó la serie con victoria del cuadro quilmeño en tiempo extra 99 a 96 tras haber empatado en 83. Dos días después volvió a ganar Quilmes 72 a 71 y puso la serie 2 a 0. El 16 de abril, en Sunchales, Libertad descontó como local al ganar 86 a 81, pero dos días después Quilmes ganó ampliamente (84 a 69) y sentenció la serie 3 a 1, y así Libertad quedó eliminado.
La temporada 2004-2005 la comenzó con cambio de entrenador, salió Néstor García y entró Gonzalo Eugenio García, quien firmó por dos temporadas y volvía al club. El plantel estuvo conformado por, entre otros, Javier Martínez, Mariano Ceruti, Diego Cávaco, Jorge Benítez, Roberto López, Rodrigo Álvarez, Sebastián Ginóbili y Gerardo González. La primera competencia oficial que disputó el equipo fue la Copa Argentina de 2004. El primer cruce fue ante Tucumán BB, al cual venció en los dos partidos, ambos jugados en Tucumán, 85 a 70 y 86 a 75. Luego se enfrentó a Ben Hur de Rafaela, primero como visitante (ganó 102 a 82) y luego como local (ganó 92 a 88) y en el último play-off antes del cuadrangular final se enfrentó a Atenas, primero en Córdoba (ganó 80 a 75) y luego en Sunchales (ganó 79 a 73). Tras vencer al griego, el equipo se clasificó al cuadrangular final que se disputó del 17 al 19 de septiembre en La Bombonerita de Boca Juniors. Además del equipo dueño de casa estaban River Plate y Obras Sanitarias. Tras caer ante Boca y River, Libertad venció a Obras y terminó tercero en la copa. Una semana después de la copa comenzó la Liga Nacional. En la primera fase el equipo logró 11 victorias y tan solo 3 caídas, marca que lo posicionó como uno de los dos mejores equipo de la zona norte, el otro fue Ben Hur, que por diferencia de puntos lo relegó a terminar como segundo. Este resultado le valió la clasificación al Top 4 de ese año. Tras disputadas 8 fechas de la segunda fase, Libertad viajó al Estadio de la Universidad Tecnológica Nacional en Santa Fe para disputar el torneo. A pesar del bueno momento del equipo, perdió los tres encuentros y quedó último. Durante el resto de la temporada tuvo un buen andar y terminó tercero, con 18 triunfos y 12 caídas, posición que lo clasificó de manera directa a los cuartos de final. En esa instancia se enfrentó a Peñarol de Mar del Plata, arrancando la serie el 13 de abril de 2005 en El Hogar de los Tigres. En ese primer partido ganó el equipo sunchalense 102 a 100, y dos días más tarde venció 84 a 82. El 18 del mismo mes se enfrentaron en Mar del Plata y el primer partido fue para el local 90 a 74, pero dos días más tarde, en el mismo escenario el cuadro sunchalense venció 79 a 77 y avanzó de ronda. El 26 de abril visitó a Boca Juniors en el inicio de las semifinales, partido que ganó el local 91 a 83 y dos días más tarde, en el mismo estadio, Boca ganó nuevamente (87 a 79) y la serie se trasladó a Sunchales 0 a 2 para Libertad. El 4 de mayo Libertad volvió al triunfo, le sacó el invicto a Boca en los play-offs y puso la serie 1 a 2. El resultado fue 84 a 74. El 6 de mayo Boca ganó en Sunchales 106 a 93 y eliminó al local.

#### Subcampeón nacional
En 2005, todavía con Gonzalo García como entrenador, y con Sebastián Ginóbili, Mariano Ceruti, Ryan Carrol, Ariel Zago, Jeffrion Aubry, Roberto López, Diego Cavaco, Gustavo Martín, Jorge Benítez entre los jugadores, el equipo comenzó la temporada ante Unión de Sunchales en una doble eliminatoria por la Copa Argentina. Ganó ambos partidos en el estadio del bicho (89 a 86 y 92 a 80) y luego eliminó a Belgrano de San Nicolás (77 a 68 en San Nicolás y 85 a 64 en Sunchales) para después vencer a Sionista de Paraná (91 a 59 en Paraná y 84 a 72 en Sunchales) y acceder al cuadrangular final. La instancia definitiva fue en el Estadio Héctor Etchart en Buenos Aires, allí Libertad perdió el primer encuentro ante Boca Juniors 91 a 95 en tiempo suplementario, luego cayó ante River Plate 75 a 79 y culminó el torneo con una victoria ante Ben Hur, 76 a 62, que lo dejó como tercero del torneo.
Entre la eliminatoria con Belgrano de San Nicolás y la eliminatoria con Sionista de Paraná, Libertad participó en el Campeonato de Clubes Campeones como invitado, disputado en el Coliseo del Sur de Ben Hur de Rafaela. Integró el grupo B junto con Boca Juniors, Delfines de Miranda de Venezuela y Salto de Uruguay. Ganó todos los partidos del grupo, el primero ante Boca 71 a 63, el segundo ante el equipo venezolano (89 a 56) y el tercero ante los uruguayos (68 a 60). La semifinal fue ante Uberlandia de Brasil y fue derrota para los tigres 62 a 69, y quedaron relegados al partido por el tercer puesto, ante el local Ben Hur, y fue victoria para el equipo sunchalense 82 a 78, para así terminar en el podio.
La temporada regular de la Liga Nacional comenzó con un nuevo formato. Libertad integró la zona norte donde cosechó 8 victorias en 14 partidos y terminó tercero, accediendo al novedoso Torneo Súper 8 que se jugó en el estadio de Argentino de Junín. Libertad superó en el primer juego de dicho torneo a Ciclista Juninense 80 a 73 en cuartos de final, luego a Ben Hur, el mejor equipo de la zona norte y de la primera fase, campeón vigente de la liga, 74 a 70 en semifinales, y en la final superó al dueño de casa Argentino 86 a 83 y así logró coronarse como el primer campeón en dicha competencia.
En la segunda fase Libertad terminó con la mejor marca, 20 victorias y 10 derrotas, a pesar de ello terminó segundo detrás de Ben Hur porque el equipo rafaelino había conseguido más puntos en la primera fase. En el medio de la segunda ronda Gonzalo García dejó de ser el entrenador tras presentar la renuncia y fue reemplazado por Eduardo Cadillac. Como segundo clasificó a cuartos de final de manera directa, donde se enfrentó a Regatas Corrientes al cual eliminó en una serie que llegó al quinto juego. Libertad ganó los dos primeros partidos en Sunchales 98 a 78 y 92 a 74, mientras que Regatas ganó en Corrientes 90 a 89 y 78 a 75, y el quinto y definitivo fue 104 a 102. En semifinales se emparejó con Atenas y la serie comenzó en El Hogar de los Tigres con dos victorias del local, 104 a 74 y 85 a 75, mientras que «el griego» ganó el tercero en Córdoba 83 a 81, Libertad cerró la serie ganando el cuarto juego 79 a 70 y clasificó a la final por segunda vez en su historia en la liga. La final fue ante Gimnasia de Comodoro Rivadavia, que al haber terminado cuarto contó con desventaja de localía ante Libertad. El primer juego lo ganó el equipo sunchalense 80 a 72 pero el segundo partido lo ganó la visita 99 a 78. El tercer y cuarto juego se jugó en la ciudad chubutense, donde el equipo local ganó ambos 93 a 69 y 95 a 74 y a pesar de que el quinto juego lo ganó Libertad en Sunchales 90 a 86, Gimnasia venció en el sexto juego 84 a 80 y se consagró campeón, relegando así al equipo al segundo puesto de la Liga Nacional.

#### Nuevamente campeón sudamericano
En 2006 encaró la temporada de la Liga con la contratación de Carlos Bualó como entrenador. El equipo estuvo integrado por Diego Alba, Leopoldo Ruiz Moreno, Diego Cavaco, Andrés Pelussi, Pablo Moya, Jorge Benítez, Ariel Zago como jugador sub-23 y los extranjeros Cleotis Brown y Dionisio Gómez.
La primera competencia oficial que disputó fue la Copa Argentina, donde integró el grupo 7 junto con Ben Hur, Unión de Sunchales y Alma Juniors de Esperanza. El equipo ganó 5 de 6 partidos y terminó primero del grupo, accediendo así a la segunda fase, donde se enfrentó en una serie al mejor de tres partidos ante Atenas. El primer partido se jugó en Córdoba, y lo ganó el visitante 74 a 71 y el segundo y tercer partido debían jugarse en Sunchales, pero al ganar Libertad nuevamente (71 a 56) la serie se definió 2 a 0 y el equipo sunchalense accedió al cuadrangular final en el Estadio Cubierto Claudio Newell de Rosario. Tras perder los dos primeros partidos y ganar el restante, Libertad terminó tercero en la competencia.
En la Liga Nacional de Básquet 2006-07 tuvo una floja primera ronda, logrando igual cantidad de victorias que derrotas y quedando afuera del Súper 8. En enero de 2007 se reforzó con Robert Battle y en febrero integró el grupo 4 de la Liga Sudamericana de Clubes 2007, a la cual accedió como subcampeón vigente de la liga. En el primer encuentro que disputó, en Montevideo, venció a Uberlândia de Brasil, en el segundo al local Olimpia y en el tercer encuentro al equipo chileno Universidad de Concepción, este último encuentro con "goleada" 121 a 85, para así adjudicarse el primer puesto del grupo. Promediando la segunda fase de la Liga Nacional, Libertad visitó a Malvín de Uruguay por la Copa Sudamericana, y lo venció 83 a 79, y en Sunchales lo superó 106 a 81 y accedió a semifinales. Días después cerró la fase regular de la Liga Nacional como segundo.
En semifinales de la Liga Sudamericana se enfrentó al vigente campeón de la Liga Nacional, Gimnasia de Comodoro en una serie al mejor de tres donde Libertad tuvo ventaja de cancha. El 28 de marzo, en Chubut, ganó el local 70 a 65, el 3 de abril empató la serie al ganar 89 a 67 y un día más tarde volvió a ganar, esta vez 70 a 55 y así clasificó a la final de la competencia internacional.
El 15 de abril arrancó la serie de cuartos de final de la Liga Nacional ante Deportivo Madryn en Sunchales. Allí ganó el local 90 a 80 el primer encuentro, y el 17 de abril ganó 90 a 77 el segundo encuentro. El 20 del mismo mes cerró la serie 3 a 0 al ganar en Puerto Madryn 73 a 71 y accedió a semifinales.
El 25 y 26 de abril disputó los dos primeros partidos por la final de la Liga Sudamericana, ambos como local, ante el Franca BC. El primer partido lo ganó ampliamente 90 a 69 ante cerca de 3200 espectadores, y el segundo lo ganó 69 a 54 para poner la serie 2 a 0. El 29 de ese mes arrancó la serie de semifinales de la Liga Nacional ante Boca Juniors con victoria 91 a 67 en El Hogar de los Tigres, y el 2 de mayo disputó el tercer encuentro de la final de la Liga Sudamericana en Brasil donde ganó el local 60 a 58 y forzó un cuarto juego, al día siguiente. El 3 de mayo volvió a caer ante el Franca BC 78 a 73 y la serie se fue a quinto juego. El 6 de mayo recibió a Boca por el segundo partido de los cuartos de final y ganó 90 a 83 y puso la serie 2 a 0. El 9 de mayo, en el estadio liberteño, se jugó el quinto y último partido de la final de la Liga Sudamericana. Tras tres cuartos peleados, 23 a 18, 16 a 22 y 18 a 17 (57 a 57 antes del último), el tigre sunchalense superó 20 a 11 en el último período a la visita y se proclamó campeón de la competencia internacional por segunda vez, considerando que ya lo había hecho en el 2002. En el último partido se destacaron Cleotis Brown (23 puntos y 7 rebotes) y Robert Battle (14 puntos y 13 rebotes). El 11 del mismo mes visitó La Bombonerita donde cayó 91 a 68 y Boca forzó un cuarto juego, dos días más tarde en el mismo escenario. El cuarto juego también lo ganó el equipo de la ribera (75 a 63) y el 16 de mayo se jugó el definitivo en Sunchales, donde el local perdió 68 a 70 y quedó eliminado de la competencia.

#### Campeón nacional
La temporada 2007-08 de Libertad comenzó con recambio de entrenador, Julio Lamas tomó el cargo de entrenador. El que era en aquel momento exentrenador del seleccionado argentino venía de dirigir a Ben Hur y se hizo cargo del equipo que en esa temporada debía de disputar, además de la liga y la copa argentina, la Liga Sudamericana y la novedosa Liga de las Américas. El equipo estuvo conformado por Sebastián Ginóbili, Mariano Ceruti, Jorge Benítez, Andrés Pelussi, Pablo Moldú, Marcos Saglietti, Nicolás Pairone, Martín Müller y los extranjeros Robert Battle y Josh Pittman.
Como venía siendo, el arranque de la temporada fue con la Copa Argentina, donde el equipo integró un triangular junto con Ben Hur y Unión de Sunchales. Tras ganar tres de cuatro partidos, avanzó a los cuartos de final donde se emparejó con Quimsa. El 19 de septiembre venció en «El Hogar de los Tigres» 88 a 65, el 21 de septiembre en Santiago del Estero ganó el local 86 a 83 y forzó un tercer juego a los dos días, donde nuevamente ganó Quimsa (79 a 76) y el equipo sunchalense quedó eliminado.
El primer semestre de la temporada, desde el fin de la copa hasta diciembre, solo disputó la Liga Nacional, donde terminó la primera fase en la primera ubicación de la zona norte, lo cual lo clasificó al Súper 8, que se jugó en Mar del Plata. El primer partido lo jugó ante Central Entrerriano, al cual venció claramente 95 a 69 para en semifinales enfrentarse con Sionista. En semifinales ganó 79 a 60 a pesar de no contar con el refuerzo Josh Pittman por dopaje, y en la final, ante Regatas Corrientes, venció por un punto de diferencia (69 a 68) y se consagró nuevamente campeón del torneo. El mejor jugador del torneo fue Robert Battle, quien en la final logró 16 puntos.
En el segundo semestre de la temporada encaró la doble competencia, participando primero en la novedosa Liga de las Américas. El 8 de enero, en el Polideportivo Islas Malvinas venció en el primer partido al Universo de Brasilia 76 a 65, el 9 de enero cayó ante Peñarol de Mar del Plata 64 a 69, y el 10 de enero, en el último partido, derrotó al Liceo Mixto de Chile 88 a 70 y quedó segundo del grupo, accediendo así a la segunda fase. El 15 de enero Libertad recibió en su estadio al Minas Tennis Clube de Brasil en el primero de tres partidos por los cuartos de final. El equipo sunchalense perdió el primer partido como local en la temporada por tan solo dos puntos (72 a 74) y viajó a Brasil 1 a 0 abajo en la serie. El 25 de enero perdió 80 a 73 y quedó eliminado del primer torneo internacional que disputó en la temporada.
En la Liga Sudamericana, donde era el campeón defensor, integró el grupo B en Montevideo y el primer partido fue el 26 de febrero ante el local, Trouville, con victoria 88 a 70. El segundo partido fue derrota 89 a 72 ante Flamengo de Brasil. El último partido fue ante Millonarios de Bolivia, y tras vencer 130 a 54 clasificó a la segunda fase.
Promediando la segunda fase de la liga, Libertad enfrentó a Boca Juniors por los cuartos de final de la Liga Sudamericana. El 11 de marzo en La Bombonerita Libertad no tuvo a varios jugadores determinantes y cayó ante Boca, que ganó con un triple a 4 segundos del final, 82 a 79. Con 20 victorias en 30 partidos durante la segunda fase, Libertad logró ser el mejor ubicado en la fase regular de la liga y accedió a cuartos de final de manera directa. Con varios jugadores lesionados, 4 días después de terminada la liga, el 27 de marzo Libertad recibió a Boca en el segundo partido de los cuartos de final de la competencia internacional. Con una victoria 82 a 72 el equipo sunchalense igualó la serie y forzó un tercer juego. El 28 de marzo Boca derrotó a Libertad (81 a 76), lo eliminó de la competencia y le quitó un invicto de 26 partidos ante equipos argentinos en «El Hogar de los Tigres».
En abril arrancó los cuartos de final con un cambio de ficha, entró Juan Pablo Sartorelli por Martín Müller que estuvo lesionado. El primer partido fue el 11 de ese mes en el «El Hogar de los Tigres» y ante Quilmes de Mar del Plata, partido que fue victoria 91 a 89 para el local, que sobre el final logró una ventaja de 2 puntos mediante dos tiros libres convertidos por Pablo Moldú. Dos días más tarde en el mismo estadio Libertad ganó por mayor diferencia 81 a 65. El 16 de abril en el Estadio Once Unidos en Mar del Plata Quilmes ganó 90 a 83 a un Libertad que no contó con Andrés Pelussi lesionado, y estiró la serie a un partido más. El 18 en el mismo estadio, el equipo sunchalense recuperó a los lesionados Sebastián Ginóbili y Laron Profit y ganó 88 a 70 para avanzar a semifinales.
El 28 de abril comenzó la semifinal ante Peñarol de Mar del Plata en Sunchales. Con el retorno de Andrés Pelussi y con Mariano Cerutti aún lesionado (estuvo recuperado pero el entrenador no lo tuvo en cuenta), el local venció 93 a 84 en el primero de los duelos. El segundo partido lo dio vuelta, tras irse al descanso perdiendo, y ganó 102 a 79 y puso la serie 2 a 0. El 5 de mayo, en el Polideportivo Islas Malvinas de Mar del Plata, el visitante ganó 90 a 83 y clasificó a la final.
El 14 de mayo arrancó la serie final de La Liga en Sunchales. Libertad llegó invicto a la serie final como local y tan solo había perdido un solo juego en los play-offs. El local ganó 84 a 75 con una destacada actuación de Robert Battle, que logró 17 puntos y 10 rebotes, y Laron Profit que marcó 28 puntos. El 16 de mayo se jugó el segundo encuentro con victoria del local 77 a 65 con una gran actuación defensiva. El 19 y ante un Estadio Ciudad con 5500 espectadores el tigre venció 84 a 77 con un gran juego de equipo y puso la serie 3 a 0. Dos días más tarde, el 21, en el mismo escenario, el visitante logró una victoria 92 a 81 y se consagró campeón de La Liga por primera vez en su historia. Libertad terminó con una marca de 42 victorias y 13 derrotas, además de no perder en su estadio en toda la temporada. El MVP de las finales fue Laron Profit, jugador del tigre.

Es difícil lograr el título si no funcionas bien como equipo. Este es un juego de conjunto y los méritos son colectivos. Es imprescindible tener una defensa seria para poder competir, pero es cierto que algunos jugadores del equipo son destacadísimos en defensa. Como entrenador, uno va buscando el camino para que el equipo juegue cerca de su techo. Lo que más me enorgullece es la seriedad, el respeto por la camiseta, al trabajo diario y al juego colectivo.
Julio Lamas, entrenador.

#### 2008 en adelante
Para la temporada 2008-2009 Julio Lamas continuó como entrenador. Sebastián Ginóbili, Gustavo Oroná, Andrés Pelussi, Pablo Moldú, Juan Sartorelli, Martín Müller, Marcos Saglietti y Alejandro Zilli fueron los jugadores nacionales. Jackie Manuel fue uno de los extranjeros que comenzó la temporada pero luego fue reemplazado por Ralph Holmes. Jason Osborne fue el otro extranjero.
La primera competencia oficial fue la Copa Argentina donde Libertad integró el grupo 1 junto con Ben Hur de Rafaela, Unión de Sunchales y Alma Juniors de Esperanza. Tras ganar los primeros cinco partidos, estando ya clasificado, cayó en el último partido y perdió la ventaja de localía para los play-offs siguientes. Se enfrentó a Atenas de Córdoba en las eliminatorias de cara al cuadrangular final, primero en Sunchales el 15 de septiembre, donde ganó Atenas 108 a 77 y luego en Córdoba, el 19 del mismo mes, el equipo griego cerró la serie 2 a 0 al ganar 68 a 57 y así eliminó a Libertad.
Tras reemplazar a Manuel con Holmes, Libertad protagonizó el partido inaugural de la Liga Nacional ante Atenas en el Polideportivo Cincuentenario de Formosa. En medio de la primera ronda del torneo, el equipo viajó a Guayaquil, donde disputó el Sudamericano de Clubes Campeones. Integró un grupo único con Joinville y Minas Tennis Clube de Brasil, Biguá de Uruguay, Liceo Mixto de Chile y el equipo local Barcelona, donde ganó 3 de 5 partidos, cayendo ante el equipo uruguayo y ante Minas TC, y terminó subcampeón. Tras cosechar 9 victorias en 14 partidos, quedó segundo en la zona norte de la Liga Nacional y clasificó al Súper 8 de ese año. En el mini torneo de entre temporada Libertad perdió en el primer partido ante Gimnasia de Comodoro Rivadavia y quedó eliminado.
En enero de 2009 y como vigente campeón argentino, disputó la Liga de las Américas e integró en la primera fase, en Sunchales, un grupo junto con el local Universo/Brasilia, Flamengo de Brasil y Deportes Castro de Chile, donde se disputó una plaza para acceder al «Final Four». La sede del cuadrangular fue por descarte El Hogar de los Tigres, pero en realidad la organización deseaba que se jugase en Brasil. El debut fue ante el elenco chileno al cual superó claramente 114 a 88, Willie Farley y Derrick Alston fueron los destacados del equipo con 33 y 24 puntos respectivamente. El segundo partido fue ante Universo/Brasilia que ganó el partido 89 a 70 y complicó las chances del local de pasar de ronda, que debía ganar el tercer partido por más de 35 puntos de diferencia. Ante Flamengo, Libertad ganó 93 a 84, pero no alcanzó para lograr el primer puesto del grupo y terminó eliminado.
Libertad encaró el resto de la temporada con tan solo la Liga Nacional como objetivo. El elenco de Julio Lamas consiguió 18 victorias en 30 partidos durante la segunda ronda, que sumados al puntaje que arrastró de la primera ronda, le sirvieron para acceder a cuartos de final de manera directa. El 3 de abril disputó el primer partido de play-offs ante Ciclista Olímpico, que había terminado sexto en la fase regular, en El Hogar de los Tigres. El elenco local superó claramente al rival 63 a 52 gracias a un buen trabajo en defensa, y puso la serie 1 a 0. El segundo partido también lo ganó Libertad como local 78 a 75, y el 8 de abril, en el Estadio Vicente Rosales en La Banda, cerró la serie como visitante al vencer 79 a 76. En semifinales se emparejó con Peñarol de Mar del Plata, que había terminado segundo de la fase regular. El primer partido se jugó el 22 de abril en el Polideportivo Islas Malvinas de la ciudad bonaerense, y en ese cotejo ganó el equipo milrrayitas 88 a 50. El 24 de abril nuevamente ganó el equipo local, esta vez 77 a 62, y puso la serie 2 a 0. El 29 de abril se disputó el tercer partido en El Hogar de los Tigres y allí Libertad ganó 78 a 74 y puso la serie 1 a 2, forzando un cuarto partido que se jugó en el mismo estadio el primero de mayo, donde ganó Peñarol 72 a 57 y así el equipo sunchalense quedó eliminado. Ese último partido lo jugó sin Danilo Pinnock, extranjero que abandonó el equipo.
En la temporada 2009-2010 el entrenador fue Juan Carlos Parola y el equipo estuvo conformado por los nacionales Sebastián Ginóbili, Pablo Moldú, Andrés Pelussi, Rubén Wolkowyski, Juan Fernández Chávez, Andrés Landoni, Emiliano Correa y Diego Alba y los extranjeros Cleotis Brown, Dave Ben y Tyler Field, este último con doble nacionalidad. La temporada arrancó con la Copa Argentina participando en un triangular con Unión de Sunchales y Alma Juniors de Esperanza. Tras ganar tres de cuatro partidos, quedó empatado en puntos con Unión, equipo que pasó de fase al ganar los enfrentamientos mutuos por más puntos, Libertad sumó 120 puntos y Unión sumó 129 puntos.
En la Liga Nacional Libertad terminó la primera ronda en la cuarta posición de la zona norte accediendo al Súper 8 con siete victorias en catorce partidos. Mientras disputaba la primera fase también disputó la Liga Sudamericana. Participó en el grupo B, en Belo Horizonte, Brasil con el local Pitágoras Minas, Biguá de Uruguay y Millonarios de Bolivia entre el 22 y el 24 de octubre. El primer partido fue con una victoria sobre el equipo uruguayo 92 a 68. El segundo fue con contundente victoria sobre el elenco boliviano 134 a 32. El tercer partido fue la definición del clasificado al final four, y fue victoria del elenco sunchalense 108 a 89 sobre el equipo local. El 17 de diciembre empezó el final four en el Estadio Ciudad de Santiago del Estero donde Libertad compartió grupo con el local Quimsa, Sionista de Paraná y Pitágoras Minas. El primer partido fue victoria 96 a 94 ante el elenco paranaense, el segundo fue ante el equipo brasilero, también victoria, 84 a 70, y definió el título ante el local Quimsa. El partido fue 87 a 77 para el equipo local y Libertad fue subcampeón. En el Súper 8 cayó en el primer partido ante Boca Juniors 73 a 87 y quedó eliminado.
En diciembre de 2009 Juan Carlos Parola fue despedido y lo reemplazó interinamente Javier Bianchelli hasta el 11 de enero, que Libertad contrató a Daniel "zeta" Rodríguez, quien inició su segundo ciclo en el club.
En segunda fase logró 17 victorias en 30 partidos y terminó cuarto a nivel nacional, accediendo a los cuartos de final de manera directa y además clasificó al novedoso Torneo Interligas entre equipos argentinos y brasileros. Tras un cambio de formato por inconvenientes, el primer partido fue ante Universo/Brasilia y cayó 102 a 81 y quedó eliminado del torneo. Disputó ante Flamengo un segundo partido, que también fue derrota para el equipo argentino.
Por los play-offs de la Liga Nacional, el 16 de abril disputó en El Hogar de los Tigres el primer partido de cuartos ante Boca Juniors, que terminó con victoria del equipo sunchalense 90 a 81. El segundo partido, dos días más tarde, fue para el equipo visitante, que venció 75 a 69. El 21 de abril la serie se trasladó al Microestadio Luis Conde donde Boca ganó el tercer partido 77 a 69 y puso la serie 2 a 1. El 23 del mismo mes el equipo de Buenos Aires cerró la llave al imponerse 81 a 78 y eliminó al cuadro sunchalense.
En la temporada 2010-2011 contrataron al puertorriqueño Flor Meléndez como entrenador principal del equipo. El equipo estuvo integrado por los mayores Juan Pablo Cantero, Sebastián Porta, Marcos Saglietti, Rubén Wolkowyski, Andrés Pelussi y Sebastián Ginóbili y los extranjeros Álex Gallindo, Robert Battle y Marcus Elliot. El equipo disputó Copa Argentina, Liga Nacional y Liga Sudamericana.
La temporada comenzó con la disputa de la Copa Argentina. Arrancó el 14 de septiembre en una serie al mejor de 3 ante Unión de Sunchales en El Hogar de los Tigres con victoria 82 a 51. El 17 de septiembre, en La Fortaleza del Bicho se impuso Unión (78 a 72) e igualó la serie, y el 18 Libertad ganó de visitante 81 a 56 y pasó de ronda. En la siguiente ronda fue emparejado ante Argentino de Junín y la serie comenzó el 21 en El Fortín de las Morochas, donde ganó el local 74 a 67. El 24 en Sunchales Libertad ganó el segundo partido por goleada, 81 a 48 e igualó la serie, y el 25, también en Sunchales, Libertad pasó a semifinales tras ganar 77 a 52. El 28 de septiembre, en el Estadio Obras Sanitarias arrancó la serie de semifinales ante el local Obras Sanitarias. En ese primer encuentro ganó la visita 118 a 115 en cuarto suplementario, y la serie se trasladó a Sunchales 1 a 0 a favor del tigre. El 1 de octubre ganó Obras (84 a 81) e igualó la serie. El 2 de octubre Libertad ganó 89 a 64 y accedió al cuadrangular final. El cuadrangular final fue en el Estadio Ciudad de Santiago del Estero, de Quimsa y arrancó el 7 de octubre. Libertad enfrentó a Peñarol con victoria del equipo marplatense 79 a 63. El 8 de octubre Libertad le ganó a La Unión de Formosa 79 a 76, y el 9 de octubre le ganó al local Quimsa 79 a 65 e igualó en la primera posición con Peñarol y La Unión, sin embargo quedó tercero en el triple empate.
Comenzó a disputar la Liga Nacional y a mitad de la primera fase disputó la primera ronda del torneo continental, donde Libertad integró el grupo C en el Coliseo Toto Hernández, Cúcuta, Colombia entre el 4 y el 6 de noviembre. El primer partido fue ante Espartanos de Margarita, equipo venezolano que ganó 68 a 56. El segundo partido fue ante UniCEUB de Brasil que ganó 69 a 66, y complicó las chances de Libertad de pasar de ronda. El último partido fue ante el local Cúcuta-Norte al cual venció 71 a 70 y cerró el grupo con marca 1-2 y eliminado.
Terminó la primera ronda de la liga en el segundo puesto de la zona norte y clasificó al Torneo Súper 8 2010 en el Polideportivo Cincuentenario de Formosa. El primer partido fue ante Lanús al cual venció 65 a 60, y en semifinales se enfrentó a Atenas, que lo eliminó de la competencia al derrotarlo 86 a 60.
El equipo logró 18 victorias en 30 partidos durante la segunda fase, y sumado al arrastre de la mitad de puntos de la primera fase, accedió a cuartos de final de manera directa y además disputó su segundo torneo Torneo Interligas. Viajó a Brasil donde integró un cuadrangular con Franca BC, equipo local, Atenas de Córdoba y el EC Pinheiros, este último el primer rival en el torneo. El primer partido fue con derrota 79 a 77, el segundo con derrota ante Atenas 76 a 74 y cerró el cuadrangular con caída ante el local 91 a 69.
En los play offs de la liga arrancó como local ante Lanús con caída 57 a 77 y dos días más tarde igualó la serie al ganar 74 a 68. En el Microestadio Antonio Rotili, el local ganó el tercer partido de la serie 84 a 61, mientras que el cuarto partido lo ganó el elenco sunchalense 66 a 62 y la llave se definió en El Hogar de los Tigres, donde Libertad ganó 75 a 73 y avanzó a semifinales. En semifinales enfrentó a Peñarol de Mar del Plata, que además tenía ventaja de cancha. El primer partido fue 78 a 66 para el equipo marplatense, y en el segundo Peñarol volvió a ganar, esta vez llegando a doble tiempo suplementario y puso la serie 2 a 0 a su favor. En Sunchales Libertad tuvo una diferencia de 28 puntos para poder ganar el partido y achicar la serie, sin embargo, el equipo "milrayitas" se recuperó y ganó 95 a 86 y eliminó al equipo "tigre".
De cara a la temporada 2011-2012 hubo cambio de entrenador. Flor Meléndez dejó el cargo y contrataron a Fabio Demti, que fue campeón de la Liga de las Américas de la pasada temporada. El equipo estuvo integrado por Sebastián Ginóbili, Jonatan Treise, Marcos Saglietti, Jorge Benítez, Alejandro Alloatti, Enzo Ruiz, los extranjeros Robert Battle, Josh Pittman y Stevie Johnson y los juveniles Juan Fernández Chávez, Franco Vieta, Emanuel Sayal, Juan Talpone y Emiliano Correa.
Libertad encaró solo la Liga Nacional y con una marca de 9 victorias y 5 derrotas accedió al Súper 8 de 2011 en Mar del Plata. El primer partido fue con victoria 72 a 66 ante Quimsa, la semifinal fue ante Regatas Corrientes y también ganó (85 a 68) y la final fue ante el local Peñarol, reforzado con el jugador NBA Andrés Nocioni, que ganó el partido 78 a 75 y Libertad quedó subcampeón.
Tras la fase regular el equipo terminó con 19 victorias en 30 partidos, 28 en 44 partidos en total, y cuarto en la tabla, accediendo así a los cuartos de final y además al Torneo Interligas de 2012 por tercer año seguido. En dicho torneo viajó a Brasil para enfrentar al EC Pinheiros y al Uberlandia, ambos locales, y a Lanús, que terminó tercero en la Liga Nacional. En la primera jornada perdió con Pinheiros 96 a 65, en la segunda jornada cayó ante Uberlandia 100 a 75 y el último encuentro fue ante Lanús, también con caída para el equipo sunchalense (69 a 62).
El primer partido de play-offs que disputó Libertad fue el 4 de abril en su estadio y ante Gimnasia Indalo. En dicho partido el equipo local se impuso 75 a 69. Dos días más tarde ganó el equipo chubutense 88 a 72 y la serie se trasladó a Comodoro con empate a uno. El 11 de abril en el Estadio Socios Fundadores ganó Libertad 85 a 81, y el 13 volvió a ganar (81 a 74) y accedió a semifinales. La semifinal fue ante Peñarol de Mar del Plata y arrancó el 25 de abril en la costa bonaerense pues el equipo milrayitas fue segundo de la liga. El partido lo ganó Libertad 86 a 83 y puso la serie 1 a 0. El 27 de abril ganó el local 85 a 59. El 2 de mayo se jugó el tercer partido en Sunchales y ganó Peñarol 90 a 76, y el 4 de mayo volvió a ganar el visitante 88 a 85 y eliminó a Libertad. Ese último partido marcó el retiro de Sebastián Ginóbili.
Para la temporada 2012-13 Fabio Demti dejó la conducción del equipo y Javier Bianchelli se hizo cargo. En el equipo no continuó Sebastián Ginóbili que se retiró profesionalmente, ni los extranjeros Robert Battle ni Joshua Pittman. El equipo estuvo formado por Alejandro Alloatti, Juan Fernández Chávez, Gabriel Mikulas, Diego García, Marcos Saglietti, Jonatan Treise, Joaquín Giordana y los extranjeros Darren Fells y William Graves. Tras haber alcanzado las semifinales en la pasada temporada, Libertad no solo encaró la Liga Nacional sino que también volvió a los torneos internacionales al disputar la Liga Sudamericana.
Al terminar de disputar la primera fase de la Liga Nacional Libertad viajó a La Guaira, Venezuela para participar en el grupo D de la Liga Sudamericana junto con el local Tiburones de Vargas, São José Basketball de Brasil y Club El Bosque de Perú. El primer partido fue el 1 de noviembre ante el equipo brasilero y fue victoria 84 a 71. El día siguiente disputó el segundo partido contra Club El Bosque y también fue victoria 95 a 67 y el tercer partido fue ante el local y fue victoria 103 a 92, y así terminó primero del grupo con 3 victorias.
Tras cerrar la primera fase en la primera ubicación de la zona norte con 12 victorias y solo 2 derrotas accedió al Torneo Súper 8 2012 que se disputó en el Estadio José Jorge Contte de Regatas Corrientes. El primer partido que jugó fue el 7 de noviembre a la vuelta de su participación internacional. El partido fue derrota para el equipo sunchalense por 81 a 74.
En plena disputa de la segunda ronda de la liga Libertad disputó un cuadrangular de semifinales en el Estadio Obras Sanitarias junto con Obras Sanitarias, Peñarol de Mar del Plata y Regatas Corrientes. El 20 de noviembre disputó el primer partido contra el local y fue caída 74 a 87. El segundo partido fue victoria ante el equipo marplatense 80 a 78, y el tercer partido fue caída ante el equipo correntino 72 a 78 y quedó eliminado.
El 6 de febrero de 2013 Bianchelli fue echado y reemplazado por Oscar "huevo" Sánchez. El equipo había logrado hasta esa fecha 8 victorias en 20 partidos en la segunda fase y estaba cerca de la zona de la permanencia. Bajo el mando del "huevo" Sánchez Libertad logró 5 victorias en los restantes 10 partidos y terminó décimo primero, en play-offs, emparejado con Quimsa. El primer partido de play-offs fue el 14 de marzo en el Estadio Ciudad de Santiago del Estero, donde ganó Quimsa 80 a 65. El entrenador no pudo estar en ese partido pues fue internado por una diverticulis. Dos días más tarde se jugó el segundo partido y también ganó el local (85 a 80) y puso la serie 2 a 0. El 19 y 21 de marzo se jugaron los dos juegos en Sunchales, los cuales ganó Libertad 69 a 67 y 83 a 64, y el quinto y definitivo fue en Santiago del Estero el 24 de marzo, donde se impuso la fusión 91 a 81 y Libertad quedó eliminado.
Para la temporada 2013-14 el equipo estuvo integrado por Diego Ciorciari, Jonathan Slider, Diego Lo Grippo, Pablo Barrios, Diego Damián García, Alejandro Alloatti, Juan Fernández Chávez y Hakeem Rollins entre otros, con la conducción de Fernando Duró. En primera fase el equipo logró 8 victorias en 14 partidos y accedió al Súper 8, donde fue emparejado, en primera ronda, con Peñarol de Mar del Plata, que le ganó 82 a 77 y lo eliminó de la competencia. En el resto de la liga nacional Libertad llegó a 16 victorias en 30 partidos y terminó cuarto, clasificando de manera directa a cuartos de final. En esa instancia se enfrentó a Argentino de Junín que había ganado la reclasificación. El primer partido fue el 24 de abril en Sunchales, donde ganó el local 81 a 70, pero dos días más tarde ganó Argentino (82 a 68) en el mismo escenario y la serie se trasladó 1 a 1 a Junín. En la provincia de Buenos Aires Argentino ganó los dos partidos (87 a 61 y 100 a 63) y avanzó a semifinales, eliminando así al "tigre" sunchalense.
En la temporada 2014-15 el equipo no solo disputó la Liga Nacional sino que también disputó la Liga Sudamericana. Para esa temporada el equipo contó con Gabriel Piccato como entrenador y con los jugadores Alejandro Alloatti, Jonathan Slider, Bruno Barovero, Mariano Fierro, Juan Talpone y los extranjeros Shaquille Johnson, Keyron Sheard y Gastón Essengué. La temporada comenzó con la competencia internacional, donde disputó el grupo A, en Mogi das Cruzes. El 30 de septiembre perdió con el Club Malvín de Uruguay 66 a 72, el 1 de octubre le ganó al Colegio La Salle de Bolivia 86 a 60 y el 2 de octubre cayó ante el local Mogi das Cruzes 58 a 68 y quedó eliminado. Luego arrancó la Liga Nacional, en donde terminó último en la primera fase con 6 victorias en 18 partidos y no accedió al Súper 8. En la segunda ronda no mejoró sus resultados y terminó la fase octavo de nueve con 13 victorias en 34 partidos, accediendo así a disputar una reclasificación para entrar a los play-offs ante Sionsita de Paraná. El primer juego fue en Paraná donde ganó el visitante 82 a 77, y luego el siguiente fue en Sunchales, donde Sionista igualó la serie al ganar 82 a 72 y el tercer y último partido, también en El Hogar de los Tigres, Sionista venció 93 a 92 y ganó la serie 2 a 1, eliminando así a Libertad.
Tras la mala temporada en 2014-2015, Libertad contrató a Facundo Müller para la temporada 2015-2016 y el equipo estuvo integrado por Mariano Ceruti, Marcos Saglietti, Alejandro Alloatti, Juan Ignacio Brussino, Bruno Ingrata, Phillip Mc Hopson y los extranjeros Lee Roberts y Dartona Washam, y entre los juveniles destacó José Vildoza Con ese equipo, Libertad cosechó 13 vitorias en la primera fase y accedió al Torneo Súper 4, donde quedó eliminado a manos de Obras Basket al caer 73 a 89. En la segunda ronda, que arrastró los resultados de la primera fase, Libertad logró 18 victorias en 38 partidos y terminó cuarto, emparejado ante San Martín de Corrientes en play-offs con ventaja de localía. El primer juego lo ganó el equipo correntino 93 a 75 y el segundo juego lo ganó el "tigre" 93 a 80 e igualó la serie. Los dos siguientes juegos fueron en Corrientes y nuevamente se repartieron victorias, la primera fue para el local 101 a 84 y la segunda para el equipo sunchalense 91 a 81 y la serie volvió a Sunchales para el último y definitivo partido. El último juego lo ganó el local 81 a 76 y avanzó de fase. En semifinales de conferencia, cuartos de final nacional, Libertad jugó ante Ciclista Olímpico, el mejor de la conferencia norte en la primera fase, y por ello arrancó con desventaja de estadio. El primer juego fue en el Estadio Vicente Rosales de La Banda y allí ganó el local claramente 101 a 79, y en el segundo juego nuevamente ganó 93 a 79 y puso la serie 2 a 0. El tercer juego fue en Sunchales y lo ganó el local 92 a 78 pero el cuarto juego lo ganó Olímpico y así Libertad quedó eliminado.
La temporada 2016-17, con Facundo Müller dirigiendo al equipo, que estuvo integrado por Juan Brussino, José Vildoza, Alejandro Alloatti, Marcos Saglietti, Pablo Barrios, Sebastián Vega, Miguel Ruiz, Franco Vieta, Lucas Goldenberg y Gary Flowers. Libertad no tuvo una buena primera ronda y terminó con 7 victorias en 18 partidos. En la segunda ronda terminó sexto, producto de 22 victorias en 38 partidos, y clasificó a los play-offs. En cuartos de final de conferencia fue emparejado ante Regatas Corrientes con desventaja de cancha. El primer encuentro fue con caída 92 a 69 en Corrientes, y el segundo también caída 82 a 77. Ya en Sunchales, Libertad ganó el tercer juego 93 a 90 y descontó en la serie, pero el cuarto juego lo perdió 82 a 76 y quedó eliminado.

#### Intercambio de la plaza y descenso al TNA
En junio de 2017 los directivos de Libertad, tras realizar el balance pertinente, debieron decidir entre sostener profesionalmente el básquet o el fútbol, ya que ambas actividades en simultáneo pondrían en juego el patrimonio del club, sobre todo tras la delicada situación de SanCor, uno de los principales patrocinadores del club. En medio de esta situación surgió el rumor que una entidad ajena al club podría gerenciar el fútbol profesional. Desde el club lo desmintieron.

Hemos preparado y hecho cerca de 20 charlas informativas para explicar face to face con un cuadro claro lo que significa de cada manera la entrada y salida de dinero y lo que origina el básquet para nosotros, además del efecto de los sporsors para el manejo institucional. Lo que pasa es que por ahí hay gente que se queda sin otra disciplina como puede ser el fútbol y obviamente no banca esto. El dueño real del club, que es el socio, debe decidir adónde se destina la actividad profesional. Al ritmo que lo estábamos llevando no se puede seguir haciendo, eso está claro. No podemos jugar Liga Nacional A y Torneo Federal A, no podemos hacer las dos cosas, una tenemos que prescindir. Nosotros ya tenemos muy claro los conceptos, cada vez estamos más convencidos. La mayoría de nosotros cree que se debe preservar el básquet por lo que significa en la utilización de los patrocinadores, pero te repito que la palabra la tienen los socios y veremos qué resultan de las charlas informativas. Uno será respetuoso de eso. En definitiva, el lunes la asamblea va a hablar y ya tendremos un conocimiento de hacia adónde vamos.
Eduardo Grosso, presidente del club.

El 26 de junio se realizó la asamblea en la cual participaron cerca de 300 socios, los cuales se reunieron en el Salón "Rodo Maretto" del club y votaron ir a un cuarto intermedio para el 10 de julio. Tras la dura situación económica, el club decidió poner en venta su plaza. Más tarde Salta Basket compró la plaza de Libertad mediante un intercambio. Así, el equipo sunchalense volvió a la segunda división después de 19 temporadas consecutivas en la máxima categoría.
El equipo contrató a Sebastián Saborido como entrenador principal del equipo para el Torneo Nacional. Entre los jugadores se contrató a Ariel Zago viejo conocido de la casa,Bruno Barovero, Gregorio Eseverri Nicolás Copello y Andrés Landoni. En la temporada 2017-2018 de La Liga Argentina, nueva denominación de la segunda división, Libertad integró la división centro norte, donde con 9 victorias y 5 derrotas, terminó primero y accedió al «Torneo Súper 4» del cual fue organizador. En primera instancia derrotó a Platense (92 a 58) y luego a Deportivo Viedma (77 a 71) y se proclamó campeón de la primera edición del torneo y Nicolás Copello, base del equipo, fue elegido el jugador más valioso.
En la segunda ronda del torneo continuó con su buen andar y ganó 19 de 26 partidos, terminó primero y accediendo a cuartos de final de conferencia de manera automática y asegurándose la ventaja de localía en todos los enfrentamientos hasta la final de conferencia. En play-offs primero se emparejó con Independiente BBC de Santiago del Estero y arrancó ganando la serie 77 a 74 y 75 a 68, en un gran juego de Bruno Barovero, pero como visitante cayó 75 a 78 y 73 a 83 y se jugó un quinto y definitorio juego en Sunchales, donde el local ganó 97 a 89 y avanzó de ronda. En la siguiente ronda se emparejó con Oberá TC y arrancó ganando como local los dos primeros partidos 96 a 79 y 82 a 80, en el tercer juego cayó 83 a 89 y ganó el cuarto partido 86 a 66 y avanzó de ronda. La final de conferencia, semifinal a nivel nacional, fue ante Barrio Parque de Córdoba, y como local Libertad ganó 86 a 82 el primer partido, y el segundo 81 a 78 pero en Córdoba perdió los dos partidos 71 a 76 y 67 a 76 y se jugó un quinto juego en Sunchales donde el local ganó 82 a 70 y fue campeón de la conferencia. La final nacional fue ante Estudiantes de Olavarría, campeón de la conferencia sur y además había llegado a la final del pasado torneo. Como Estudiantes también fue primero en su conferencia la localía se definió por los puntos obtenidos en ambas fases y allí Libertad salió ganando, y se jugaron los dos primeros partidos en El Hogar de los Tigres, donde el local venció 97 a 91 y 92 a 85 llevando la serie 2 a 0 a Olavarría, donde nuevamente ganó y se proclamó campeón del torneo, retornando así a La Liga tras un año en segunda división. Además, por ser campeón del Súper 4 accedió a una plaza para la Liga Sudamericana de 2018.

#### Vuelta a La Liga y a torneos internacionales, actualidad
De cara a la temporada 2018-2019 el equipo renovó contrato con el entrenador Sebastián Saborido y con los jugadores Nicolás Copello, Ariel Zago y Augusto Alonso (U23). Además sumó a Marcos Saglietti, Martín Cuello, Juan Cangelosi, Diego Figueredo, Agustín Caffaro (U23), y el extranjero Khalil Kelley.
El primer torneo que disputó fue el Súper 20, donde integró el grupo noroeste junto con Atenas e Instituto, ambos de Córdoba y con los santiagueños Ciclista Olímpico y Quimsa. Libertad ganó tres de ocho partidos y quedó penúltimo del grupo, debiendo disputar una fase previa ante Ciclista Olímpico para acceder a los octavos de final del torneo.
Una vez terminada esa fase Libertad viajó a Montevideo para disputar allí el grupo D de la LSB 2018 junto con los locales Welcome y Goes y el brasilero Flamengo. El primer partido fue derrota ante el equipo brasilero 86-98, y luego ganó ante Welcome 81-77 y ganó ante Goes 85-60 y avanzó a las semifinales.
Luego del torneo internacional se enfrentó con Ciclista Olímpico en una serie al mejor de tres partidos, donde el tigre tuvo ventaja de cancha y definió la serie como local. El primer partido lo ganó el equipo santiagueño en su estadio y puso la serie 0-1, y la serie continuó en Sunchales, donde Libertad no pudo hacer valer la localía y perdió 84-87 y quedó eliminado del torneo.
Pasado ese torneo Libertad viajó a Asunción a disputar las semifinales de la LSB 2018 junto con el local Olimpia Kings, Quimsa de Santiago del Estero y el Franca BC brasilero. El primer partido lo perdió de manera polémica ante el local, pues el encuentro estaba bastante parejo y en la última pelota del partido el equipo paraguayo incluyó seis jugadores en cancha, situación que no fue percibida por los árbitros y, de haberlo sido, hubiese significado dos tiros libres para el equipo sunchalense, que podrían haber servido para empatar el encuentro y llevarlo a tiempo suplementario. El segundo partido fue victoria ante Quimsa (78-73) y en el tercero también ganó (93-86 al Franca BC) y debió esperar una combinación de resultados para poder avanzar de fase, sin embargo Quimsa no pudo superar al equipo paraguayo y Libertad quedó eliminado del torneo.

### Estadio
El «Hogar de los Tigres» se construyó luego de haber ascendido a la Liga Nacional y en la misma participaron gran cantidad de socios y simpatizantes.[cita requerida] Fue inaugurado el 25 de septiembre de 1998 y su capacidad inicial fue 3000 espectadores, la cual fue aumentada debido a la gran demanda de entradas para asistir a las finales de la LNB 2000-01, en las cuales el equipo sunchalense se vio derrotado por 4 a 1 en la serie definitoria con Estudiantes de Olavarria.
Se encuentra en la calle Fernando Dentesano al 923 de la ciudad de Sunchales y actualmente cuenta con capacidad para 4000 espectadores.
Antes del Hogar de los Tigres el club usaba el salón de usos múltiples «Rodo Maretto» que fue inaugurado en 1962.

### Uniforme
La empresa Team Foot es la encargada de realizar las camisetas de básquet.
- Uniforme titular: Uniforme negro.
- Uniforme alternativo:Uniforme amarillo

| Uniforme principal | Uniforme suplente |

Otros uniformes usados
| Uniforme de baloncesto · Uniforme de baloncesto · Uniforme de baloncesto | Uniforme de baloncesto · Uniforme de baloncesto · Uniforme de baloncesto | Uniforme de baloncesto · Uniforme de baloncesto · Uniforme de baloncesto | Uniforme de baloncesto · Uniforme de baloncesto · Uniforme de baloncesto | Uniforme de baloncesto · Uniforme de baloncesto · Uniforme de baloncesto |

### Jugadores y cuerpo técnico

#### Jugadores destacados
| Equipo campeón Liga Sudamericana 2002 - Facundo Sucatzky - Mariano Ceruti - Esteban Pérez - Fredy Navarrete - Jorge Benítez - Román González - Morris Grooms - Sebastián Acosta - Ariel Zago | Equipo campeón del Súper 8 2005 - Sebastián Ginóbili - Ryan Caroll - Diego Cavaco - Roberto López - Jeff Aubry - Mariano Ceruti - Ariel Zago - Gustavo Martín - Jorge Benítez | Equipo subcampeón de la Liga Nacional 2005-06 - Sebastián Ginóbili - Marcos Saglietti - Diego Cavaco - Roberto López - Jorge Benítez - Gustavo Martín - Tyrone Mc Daniel - Ariel Zago |

| Equipo campeón Liga Sudamericana 2007 - Diego Alba - Nicolás Pairone - Leopoldo Ruiz Moreno - Jorge Benítez - Martín Müller - Andrés Ricardo Pelussi - Marcos Saglietti - Cleotis Brown III - Diego Cavaco - Pablo Moya - Robert Battle | Equipo campeón Liga Nacional 2007-08 - Laron Profit - Emilio Domínguez - Fernando Manattini - Joaquín Giordana - Pablo Moldú - Jorge Benítez - Juan Pablo Sartorelli - Andrés Ricardo Pelussi - Andrés Landoni - Marcos Saglietti - Mariano Ceruti - Sebastián Ginóbili - Robert Battle - Martín Müller | Equipo campeón Liga Argentina 2017-18 - Bruno Barovero - Nicolás Copello - Gregorio Eseverri - Ariel Zago - Miguel Ruíz González - Andrés Landoni - Augusto Alonso - Manuel Alonso - Agustín Blasi - Facundo Breques - Ignacio Cuassolo - Adriano Maretto |

Otros jugadores destacados
- Carlos Delfino, fue reclutado a los 15 años y debutó el 10 de enero de 1999. Jugó 14 partidos en Libertad.[326]

#### Entrenadores
Nota: ordenados cronológicamente.
| - Gonzalo García (1998-1999) - Daniel Maffei (1999-2001) - Néstor García (2001) - Daniel "zeta" Rodríguez (2002-2003) - Luis Oroño (2003) - Néstor García (2003-2004) - Gonzalo García (2004-2006) - Eduardo Cadillac (2006) - Carlos Bualó (2006-2007) - Julio Lamas (2007-2009) | - Juan Carlos Parola (2009) - Javier Bianchelli (2009-2010) - Daniel "zeta" Rodríguez (2010) - Flor Meléndez (2010-2011) - Fabio Demti (2011-2012) - Javier Bianchelli (2011-2012) - Oscar "huevo" Sánchez (2012-2013) - Fernando Duró (2013-2014) - Gabriel Piccato (2014-2015) - Facundo Müller (2015-2017) | - Sebastián Saborido (2017-actualidad) |

1. ↑  Javier Bianchelli fue entrenador interino del equipo entre el 22 de diciembre de 2009, cuando Juan Carlos Parola dejó el cargo, y el 11 de enero de 2010, cuando Daniel Rodríguez fue contratado como entrenador principal.

## Fútbol

### Uniforme
La empresa Vianoi es la encargada de realizar la indumentaria de fútbol.
- Uniforme titular: Camiseta a rayas negras y amarillas, pantalón negro, medias amarillas.
- Uniforme alternativo: Camiseta blanca con una tira amarilla y negra, pantalón blanco con vivos negros y amarillos y medias blancas.

### Jugadores

#### Plantel 2022
- Actualizado el 13 de Junio de 2022

- Los equipos argentinos están limitados por la AFA a tener en su plantel de primera división un máximo de cuatro futbolistas extranjeros.

## Estadísticas

### Básquet
En torneos nacionales
- Temporadas en primera división: 19 (desde 1998-99 hasta 2016-17)
  - Mejor puesto en la liga: campeón (en 2007-08)
  - Peor puesto en la liga: 17.º (de 18, en 2014-15)
  - Otros puestos destacables: subcampeón (en 2000-01 y 2005-06), tercero (en 2004-05, 2006-07 y 2008-09)
- Temporadas en segunda división:
  - En Liga "B": 4 (1989, 1990, 1991-92 y 1992-93)
    - Mejor puesto: séptimo (1989 y 1990)

  - En Torneo Nacional de Ascenso: 5 (1992-93, 1993-94, 1994-95, 1996-97 y 1997-98)
    - Mejor puesto: campeón (en 1997-98)
- En copas nacionales
  - Mejor puesto en el Torneo Top 4: campeón (2002)
  - Mejor puesto en el Torneo Súper 8: campeón (2005 y 2007)
  - Mejor puesto en la Copa Argentina: 3.º (2004, 2005 y 2006)

En torneos internacionales:
- Mejor puesto del Campeonato Sudamericano de Clubes Campeones: 2.º (2008), 3.º (2005)
- Mejor puesto en la Liga Sudamericana de Clubes: Campeón (2002) y (2007)

Marcas máximas:
- Más puntos a favor: 124, contra Ferro en la temporada 2001-02.
- Menos puntos a favor: 47, contra Regatas Corrientes en la temporada 2008-09.
- Más puntos en contra: 132, contra Estudiantes (Olavarría) en la temporada 2000-01.
- Menos puntos en contra: 46, contra Ben Hur en la temporada 2007-08.
- Mayor diferencia a favor: 52, contra Andino (122-70) en la temporada 2002-03.
- Mayor diferencia en contra: 46, contra Boca Juniors (64-110) en la temporada 2002-03.
- Mayor racha de victorias: 16. Entre el 12 de octubre de 2001 y el 25 de noviembre de 2001.
- Mayor racha de derrotas: 7. Entre el 28 de enero de 2001 y el 25 de febrero de 2001 y entre el 22 de octubre de 2014 y el 9 de noviembre de 2014.
- Mejor récord: 42 partidos ganados y 13 partidos perdidos (76,4% de victorias) en la temporada 2007-08.
- Peor récord: 20 partidos ganados y 35 partidos perdidos (36,4% de victorias) en la temporada 2014-15.
- Jugador con más puntos en un partido: Facundo Sucatzky, 46 contra Andino en la temporada 2001-02.
- Jugador con más puntos en una temporada: Randy Carter, 1104, en la temporada 2001-02.
- Mayor goleada conseguida:
  - En torneos internacionales: Libertad 134 - 32 Millonarios de Bolivia.[cita requerida]

### Fútbol
- Temporadas en 1ª: 0
- Temporadas en 2ª: 0
- Mayor goleada conseguida:
  - En campeonatos nacionales:
  - En torneos internacionales: Nunca participó
- Mayor goleada encajada:
  - En campeonatos nacionales:
  - En torneos internacionales: Nunca participó

## Palmarés

### Básquet
- Torneos internacionales:

Liga Sudamericana de Clubes (2): 2002 y 2007
- En primera división:

Liga Nacional de Básquet (1): 2007-08
Torneo Top 4 (1): 2002
Torneo Súper 8 (2): 2005 y 2007
- En segunda división:

Liga B (1): 1995-96
Torneo Nacional de Ascenso (1): 1997-98
Torneo Súper 4 de La Liga Argentina (1): 2018
La Liga Argentina (1): 2017-18
- En tercera división:

Liga C (1): 1988